# Andreea Dimeny
Andreea Dimeny est une ancienne joueuse roumaine de volley-ball née le 21 février 1985. Elle mesure 1,75 m et jouait au poste de libero. 

## Clubs
| Club                 | De        | À         |
| -------------------- | --------- | --------- |
| VC Unic Piatra Neamț | 2003-2004 | 2004-2005 |
| CSU Târgu Mureș      | 2005-2006 | 2010-2011 |
| CS Dinamo Bucureşti  | 2011-2012 | 2011-2012 |

## Palmarès
- Coupe de Roumanie
  - Vainqueur : 2012.